# Tatranskí Vlci
Tatranskí Vlci – słowacki juniorski klub hokeja na lodzie z siedzibą w Nowej Wsi Spiskiej.

## Historia
W 2011 drużyna została przyjęta do rosyjskich rozgrywek juniorskich MHL. Uczestniczyła w sezonie MHL (2011/2012), stanowiąc zaplecze dla seniorskiego klubu HC Lev Poprad, uczestniczącego w rosyjskich rozgrywkach KHL. Po zakończeniu sezonu drużynę wycofano z MHL. W związku z przenosinami nadrzędnego klubu z Popradu do Czech i powołaniu zespołu HC Lev Praga, juniorska ekipa została równolegle przeniesiona do tego kraju i funkcjonowała jako Energie Karlowe Wary

## Zawodnicy
W zespole występowali m.in. Martin Belluš, Aleš Ježek, Josef Mikyska.